# Naryn (miasto)
Naryn (kirg. Нарын) – miasto obwodowe w Kirgistanie, nad rzeką Naryn, w Kotlinie Naryńskiej. W 2009 roku liczyło ok. 35 tys. mieszkańców. Położone na wysokości 2500 m n.p.m. Powstało w pobliżu warownej strażnicy na szlaku handlowym do Kaszgaru.
W mieście rozwinął się przemysł spożywczy oraz odzieżowy.